# George du Maurier

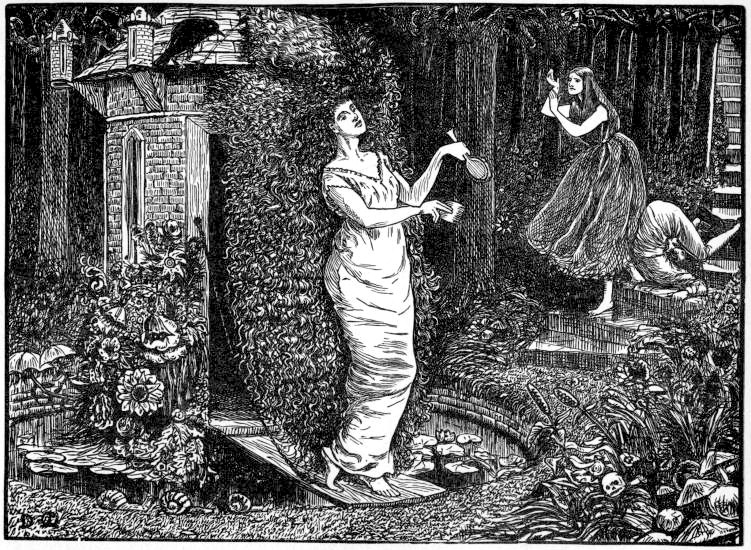
A Legend of Camelot. Illustratie door du Maurier voor Punch, 17 maart 1866

George Louis Palmella Busson du Maurier (Parijs, 6 maart 1834 – Hampstead, 8 oktober 1896) was een Brits auteur en tekenaar.
Hij studeerde in Parijs en verhuisde naar Antwerpen, waar hij aan één oog blind raakte. Hij raadpleegde een deskundige te Düsseldorf, waar hij zijn latere echtgenote Emma Wightwick leerde kennen. Hij volgde haar familie naar Londen en huwde er in 1863.
Hij werd in 1865 medewerker van Punch Magazine, waar hij twee cartoons per week verzorgde. Befaamd is vooral zijn cartoon True Humility ('Ware Nederigheid'): een kapelaan (curate) zit aan de dis bij zijn pastoor. Als de pastoor opmerkt dat de kapelaan waarschijnlijk een bedorven ei voorgezet heeft gekregen, antwoordt de kapelaan beleefd: 'Nee, hoor, maakt u zich geen zorgen. Sommige delen van het ei smaken voortreffelijk.' Deze ene cartoon heeft de Engelse taal twee gevleugelde woorden opgeleverd: de uitdrukkingen good in parts  en curate's egg (een gemengd genoegen, een twijfelgeval). 
Door zijn voortschrijdende blindheid stopte hij in 1891 met zijn werk voor Punch en vestigde zich met zijn familie in de Londense wijk Hampstead. Daar schreef hij drie romans. Zijn tweede roman, Trilby, had een ongekend succes. Het is het verhaal van Trilby O'Ferrall, een model dat door de geniale musicus Svengali wordt betoverd en tot een succesvol zangeres transformeert. Liedjes, dansen, zeep- en tandpastamerken en een stad in de Verenigde Staten, alsook een vilten hoofddeksel, werden naar de heldin genoemd. De plot vormde de inspiratiebron voor Gaston Leroux’ kaskraker Phantom of the Opera (1910) en de werken die hiervan zijn afgeleid.
George du Maurier was de vader van de acteur Gerald du Maurier. Hij was de grootvader van de prominente schrijfster Daphne du Maurier, alsmede van de vijf jongetjes (zoons van zijn dochter Sylvia Llewelyn-Davies) die J.M. Barrie inspireerden tot zijn kinderboek Peter Pan.
Hij ligt begraven bij de kerk van Saint John in de parochie Hampstead in Londen.

## Romans
- Peter Ibbetson (1891)
- Trilby (1894)
- The Martian (1897)

- Auckland Art Gallery Toi o Tāmaki: 242
- Art Gallery of South Australia: 10501
- Bibsys: 90681808
- Biblioteca Nacional de España: XX900608
- Bibliothèque nationale de France: cb11900718v (data)
- Catàleg d'autoritats de noms i títols de Catalunya: 981058521192606706
- CiNii: DA03193068
- Digitale Bibliotheek voor de Nederlandse Letteren: maur032
- Gemeinsame Normdatei: 118672673
- International Standard Name Identifier: 0000 0001 0860 7454
- Library of Congress Control Number: n50074501
- Nationale Bibliotheek van Letland: 000130173
- MusicBrainz: 0ffd1c44-311a-4cdc-be7c-c6179e76d684
- National Gallery of Victoria: 3993
- Nationale Bibliotheek van Tsjechië: kup19970000023167
- Nationale bibliotheek van Australië: 36549542
- Nationale Bibliotheek van Israël: 987007260689905171
- Nederlandse Thesaurus van Auteursnamen: 069200769
- Réseau des bibliothèques de Suisse occidentale: 02-A003192726
- RKD-Nederlands Instituut voor Kunstgeschiedenis: 14449
- LIBRIS: 238872
- SNAC: w6h131zx
- Système universitaire de documentation: 026838656
- Museum of New Zealand Te Papa Tongarewa: 1495
- Trove: 1286548
- Union List of Artist Names: 500002590
- Virtual International Authority File: 10144
- WorldCat: E39PBJj8QVVDDQJT4jyCCjFBT3